# Trei zile și trei nopți
Trei zile și trei nopți este un film românesc din 1976 regizat de Dinu Tănase. Rolurile principale au fost interpretate de actorii Petre Gheorghiu, George Constantin, Ion Caramitru și Amza Pellea. Scenariul se bazează pe romanul Apa  (1973) de Alexandru Ivasiuc. 

## Distribuție
- Petre Gheorghiu — profesorul Dăncuș, prim-secretarul Comitetului Județean al PCR
- George Constantin — Ion Lumei zis „Piticu”, un contrabandist și speculant care a devenit conducătorul unei bande de răufăcători
- Ion Caramitru — dr. Paul Dunca, fiul unui luptător ardelean pentru drepturile românilor, consilierul juridic și avocatul lui Piticu
- Amza Pellea — Grigorescu, membru al Comitetului Central al PCR, activistul comunist trimis din capitală care este numit în funcția de prefect al județului
- Gheorghe Dinică — Meseșan, comisarul șef al poliției orașului,
- Gabriel Oseciuc — Ion Mathus, un tânăr ucenic mecanic și activist comunist, numit în funcția de comisar șef de poliție
- Fory Etterle — Mureșan, preotul greco-catolic aflat în slujba lui Piticu
- György Kovács — dr. Tiberiu Șuluțiu, președintele organizației județene a PNȚ, fost ministru (menționat Gyorgy Kovacs)
- Irina Petrescu — baroana Hermina Wilhelmina Josefa von Grödl-Marmorosch, ultima descendentă a unei vechi familii nobiliare
- Maria Cupcea — doamna Dunca, mama avocatului
- Paul Lavric — Ion Irima, președintele organizației județene a Frontului Plugarilor
- Constantin Codrescu — Florescu, prefectul liberal al județului
- Gheorghe Nuțescu — Sava, omul de încredere al lui Piticu
- Adrian Georgescu — Gheorghe Gheorghe, muncitor fochist, membru al Biroului Comitetului Județean al PCR
- Dorin Varga — membru al bandei lui Piticu
- Gheorghe Pătru — membru al bandei lui Piticu
- Gelu Zaharia
- Dan Turbatu
- Dorin Dron — bancherul
- János Pásztor⁠(hu)[traduceți] — Dezideriu Kaczos, membru al Biroului Comitetului Județean al PCR (menționat Pásztor Ioan)
- Mircea Andreescu — Weiss, membru al Biroului Comitetului Județean al PCR
- Ovidiu Iuliu Moldovan — Manea, procurorul care anchetează moartea muncitorului ceferist Ion Leordean
- Maria Seleș — Kati Langa, membră a Biroului Comitetului Județean al PCR
- Ica Matache — soția banditului Stroblea
- Cornelia Oseciuc — activistă comunistă, logodnica lui Mathus, care a devenit secretara noului prefect al județului
- Nucu Păunescu	— nea Gheorghe Oanea, muncitor ceferist bătrân, membru al PCR
- Avram Besoiu
- István Török⁠(hu)[traduceți] (menționat Ștefan Török)
- Gheorghe Dițu
- Constantin Stănescu
- Cornel Ispas
- Petre Tanasievici
- Dan Săndulescu
- Nicolaie Niculescu
- Vasile Popa
- Teodor Portărescu
- Costel Rădulescu
- Păun Mocanu
- Gert Brotschi (menționat Ghert Brotschi)
- Ion Suciu
- Miklós Jancsó⁠(hu)[traduceți] — muncitorul care ia cuvântul în cadrul ședinței Comitetului Județean al PCR (menționat Nicolae Jancso)
- Bujor Almășanu
- Nicolae Călugărița
- Sînziana Marcu

## Producție
Filmările au avut loc în perioada ianuarie – iunie 1976 la Sibiu și la Buftea (Palatul Știrbei). Cheltuielile de producție s-au ridicat la 4.827.000 lei.

## Primire
Filmul a fost vizionat de 1.937.397 de spectatori la cinematografele din România, după cum atestă o situație a numărului de spectatori înregistrat de filmele românești de la data premierei și până la data de 31 decembrie 2014 alcătuită de Centrul Național al Cinematografiei.
Tudor Caranfil: „Reconstituiri de atmosferă în care e interesant și expresiv urmărită psihologia colectivă a mulțimii.” Valentin Silvestru consideră că filmul are „Un stil lapidar și dur, fără emfază sterilă ori machiavelisme tenebroase, o izbândă regizorală certă, care certifică nu o reușită singulară, ci – cred – o vocație.”